# Aleksandar Živković (1912–2000)
Aleksandar Živković (serb. Александар Живковић, ur. 25 grudnia 1912 w Orašje, zm. 25 lutego 2000 w Zagrzebiu) – jugosłowiański piłkarz narodowości chorwackiej występujący na pozycji napastnika, reprezentant Jugosławii (1931–1935) i Chorwacji (1940).

## Kariera klubowa
Grę w piłkę nożną rozpoczął w wieku 16 lat w HŠK Concordia. W sezonie 1930 wywalczył z tym klubem mistrzostwo Jugosławii. W 1931 roku przeniósł się do Grasshopper Club Zürich, z którym zdobył Puchar Szwajcarii 1932. W latach 1932–1935 występował w Građanskim Zagrzeb. W 1935 roku wyjechał do Francji, gdzie kontynuował karierę grając w klubach RC Paris (mistrzostwo i Puchar Francji w sezonie 1935/36), CA Paris oraz FC Sochaux. W 1939 roku powrócił do Građanskiego Zagrzeb, gdzie występował przez kolejne dwa lata, po czym zakończył karierę.

## Kariera reprezentacyjna

### Reprezentacja Jugosławii
W 1930 roku znalazł się w kadrze Jugosławii na Mistrzostwa Świata 1930 w Urugwaju. Z powodu przeniesienia siedziby JNS z Zagrzebia do Belgradu, wraz z grupą innych chorwackich piłkarzy na znak protestu przeciwko polityce unitaryzmu odmówił udziału w turnieju. 2 sierpnia 1931 zadebiutował w reprezentacji Jugosławii w wygranym 2:1 meczu towarzyskim przeciwko Czechosłowacji, w którym zdobył bramkę. W 1932 roku z 5 golami został najlepszym strzelcem turnieju Balkan Cup 1932. Ogółem w latach 1931–1935 rozegrał w drużynie narodowej 15 oficjalnych spotkań w których zdobył 15 bramek.
Bramki w reprezentacji
| LP  | Data                | Miejsce                         | Przeciwnik     | Bramka | Rezultat | Ranga meczu     |
| --- | ------------------- | ------------------------------- | -------------- | ------ | -------- | --------------- |
| 1.  | 2 sierpnia 1931     | Stadion SK Jugoslavija, Belgrad | Czechosłowacja | 1:0    | 2:1      | Mecz towarzyski |
| 2.  | 26 czerwca 1932     | Stadion Beogradski SK, Belgrad  | Grecja         | 4:1    | 7:1      | Mecz towarzyski |
| 3.  | 26 czerwca 1932     | Stadion Beogradski SK, Belgrad  | Grecja         | 5:1    | 7:1      | Balkan Cup 1932 |
| 4.  | 30 czerwca 1932     | Stadion Beogradski SK, Belgrad  | Bułgaria       | 1:3    | 2:3      | Balkan Cup 1932 |
| 5.  | 30 czerwca 1932     | Stadion Beogradski SK, Belgrad  | Bułgaria       | 2:3    | 2:3      | Balkan Cup 1932 |
| 6.  | 3 lipca 1932        | Stadion Beogradski SK, Belgrad  | Rumunia        | 2:0    | 3:1      | Balkan Cup 1932 |
| 7.  | 9 października 1932 | Stadion Slavii, Praga           | Czechosłowacja | 1:1    | 1:2      | Mecz towarzyski |
| 8.  | 3 czerwca 1933      | Stadionul ONEF, Bukareszt       | Grecja         | 3:1    | 5:3      | Balkan Cup 1933 |
| 9.  | 3 czerwca 1933      | Stadionul ONEF, Bukareszt       | Grecja         | 5:2    | 5:3      | Balkan Cup 1933 |
| 10. | 7 czerwca 1933      | Stadionul ONEF, Bukareszt       | Bułgaria       | 2:0    | 4:0      | Balkan Cup 1933 |
| 11. | 1 kwietnia 1934     | Stadion Beogradski SK, Belgrad  | Bułgaria       | 2:1    | 2:3      | Mecz towarzyski |
| 12. | 21 czerwca 1935     | Stadion Junak, Sofia            | Grecja         | 1:0    | 6:1      | Balkan Cup 1935 |
| 13. | 21 czerwca 1935     | Stadion Junak, Sofia            | Grecja         | 4:1    | 6:1      | Balkan Cup 1935 |
| 14. | 18 sierpnia 1935    | Stadion Pogoni, Katowice        | Polska         | 1:2    | 3:2      | Mecz towarzyski |
| 15. | 18 sierpnia 1935    | Stadion Pogoni, Katowice        | Polska         | 2:2    | 3:2      | Mecz towarzyski |

### Reprezentacja Chorwacji
Po uformowaniu w obrębie Królestwa Jugosławii jednostki administracyjnej pod nazwą Banowina Chorwacji, utworzono piłkarską reprezentację Chorwacji, w której Živković zaliczył jeden występ 8 grudnia 1940 w meczu przeciwko Węgrom (1:1) w Zagrzebiu.

## Życie prywatne
Podczas rządów Ustaszy służył jako dyplomata Niepodległego Państwa Chorwackiego na placówkach w Berlinie i Budapeszcie. W 1945 roku, w obawie przed represjami ze strony Związku Komunistów Jugosławii, wyemigrował do Południowej Afryki, skąd w 1993 roku powrócił do Chorwacji. Zmarł 25 lutego 2000 w Zagrzebiu. Został pochowany na Cmentarzu Mirogoj.

## Sukcesy
HŠK Concordia
- mistrzostwo Jugosławii: 1930

Grasshopper Club Zürich
- Puchar Szwajcarii: 1932

RC Paris
- mistrzostwo Francji: 1935/36
- Puchar Francji: 1935/36